# Concerto pour une fête de Rodrigo
Concerto pour une fête (Concierto para una fiesta en espagnol) est un concerto pour guitare et orchestre de Joaquín Rodrigo.

## Présentation
Concerto pour une fête est le dernier concerto écrit par Joaquín Rodrigo. L’œuvre, pour guitare et orchestre, est composée en 1982,,.
La partition est une commande de William et Carol McKay à l'intention de leurs filles Alden et Lauri, débutantes, d'où le terme de « fête » présent dans le titre,.
La création se déroule le 5 mars 1983 au Ridglea Country Club, à Fort Worth (Texas), avec en soliste le guitariste Pepe Romero accompagné du Texas Little Symphony dirigé par John Giordano (en),,.

## Structure
Concerto pour une fête respecte la coupe classique du concerto en trois mouvements,, :
1. Allegro deciso, construit autour de deux thèmes, respectivement en la mineur et en ré mineur, au caractère « très valencien » selon les mots de Rodrigo ;
2. Andante calmo, mouvement lent avec un thème lyrique confié au cor anglais qui rappelle le Concerto d'Aranjuez ;
3. Allegro moderato, un finale à la tonalité andalouse qui clôt le concerto dans une ambiance festive et joyeuse, évocatrice du contexte social de création de la partition.

La durée moyenne d'exécution de l’œuvre, publiée par Schott, est de vingt-huit minutes environ,,.